# Jichar
Jichar, wym. Jic-har (hebr. יצהר) – wieś położona w Samorządzie Regionu Szomeron, w Dystrykcie Judei i Samarii, w Izraelu.
Leży w centralnej górzystej części Samarii, w pobliżu miasta Nablus, w otoczeniu terytoriów Autonomii Palestyńskiej.

## Historia
Osada została założona w 1983 jako wojskowy punkt obserwacyjny, w którym w 1984 osiedlili się cywilni religijni żydowscy osadnicy.